# One Last Dance
One Last Dance è un film statunitense del 2003 diretto da Lisa Niemi e con protagonista Patrick Swayze.

## Trama
Il film è la storia di tre ballerini che dopo alcuni anni ritornano a danzare. Dopo la morte del direttore artistico di una famosissima compagnia di ballo, i tre ballerini vengono chiamati per tentare di recuperare ed allestire uno spettacolo. Si tratta di una coreografia che il maestro di ballo defunto aveva creato per loro, ma che i tre non hanno mai eseguito prima. Non si tratta solo di salvare lo spettacolo e la compagnia ma anche di riscoprire le emozioni che provavano una volta ballando. Ma prima i tre devono risolvere vecchi problemi sorti durante la lunga relazione con il ballo.